# Dompierre (Normandia)
Dompierre è un comune francese di 368 abitanti situato nel dipartimento dell'Orne nella regione della Normandia.

## Società

### Evoluzione demografica
Abitanti censiti